# Kürnach
Kürnach település Németországban, azon belül Bajorországban. Lakosainak száma 4916 fő (2023. december 31.).

## Népesség
A település népessége az elmúlt években az alábbi módon változott:
| Lakosok száma | 858  | 1291 | 2171 | 2849 | 4570 | 4730 | 4834 | 4831 | 4845 | 4916 |
|               | 1875 | 1950 | 1975 | 1987 | 2012 | 2014 | 2016 | 2017 | 2021 | 2023 |